# Элий Аристид
Пу́блий Э́лий Аристи́д Фео́дор (Πόπλιος Αἴλιος Ἀριστείδης Θεόδωρος; 117—189) — древнегреческий ритор и видный представитель Второй софистики.
Уроженец малоазийского города Адрианутерай на севере Мисии, Элий Аристид происходил из богатой и знатной семьи. Его отец Евдиамон был священником в храме Зевса на мисийском Малом Олимпе. Считается, что Евдиамон и Аристид вместе получили римское гражданство, когда император Адриан в 123 году совершал путешествие через Мисию и дал этому месту городские права.
Аристид учился риторике под руководством лучших преподавателей своего времени — у грамматика Александра из Котиэя во Фригии (ставшего позже воспитателем императора Марка Аврелия), у Антония Полемона в Смирне, у ритора Тиберия Клавдия Аристокла и философа Гая в Пергаме, а затем у оратора Тиберия Клавдия Аттика Герода и философа Лукия в Афинах. Аристид стал одним из наиболее образованных людей и известнейшим оратором II века.
Аристид много путешествовал по Малой Азии, Греции, Египту, Италии. В 141—142 годах он совершил специальное путешествие по Египту, где главным местом его пребывания была Александрия. Оттуда Аристид совершал поездки по всей стране ― по Нижнему и Верхнему Египту. Свидетельства о Египте, о реке Нил, а также о территории древней Эфиопии он оставил в своей исторической и естественнонаучной «Египетской речи» (речь XXXVI; написана между 147—149 гг. и видимо предназначалась для чтения императору Антонину Пию).
Начав риторские выступления в Александрии в Египте, далее Аристид произносил речи в Афинах, на Родосе, на Истмийских играх и в Риме. Рим Аристид посетил около 145 года, где был представлен императорскому двору. Среди речей Аристида имеются хвалебные, политические, праздничные. Большинство из этих речей представляют собой торжественные декламации на темы славного прошлого Эллады. 
Но большую часть жизни Элий Аристид провёл в Смирне, где занимал высокое положение и был окружен славой и почестями.
Около 156 года Аристид заболел какой-то мучительной болезнью, тянувшейся с перерывами целых 17 лет. Всё более религиозный и мнительный, он был постоянным посетителем святилищ бога врачевания Асклепия. Ритор лечился в Смирне, на курорте Аллианы (Ἀλλιανοί) и в Асклепионе в Пергаме. Переживания и размышления во время длительной болезни и выздоровление привели Аристида к особому поклонению богу-целителю. 
В последующее время периода он жил в Смирне, но он иногда совершал поездки в сельскую местность, а также в Пергам, Фокею и другие населенные пункты. В 176 году Аристид встретил императора Марка Аврелия и его сына Коммода. Когда же в 177 году Смирна была разрушена мощным землетрясением, Аристид своим красноречием в обращённой к императору Марку Аврелию речи убедил его пожертвовать крупную сумму на восстановление города, за что жители воздвигли Аристиду бронзовую статую (с надписью «За его доброту и речи») и назвали «строителем» Смирны. Для него в Смирне были предложены и различные другие почести и отличия, но он отказался от них и принял только должность священника Асклепия, которую исполнял до самой смерти. Ещё при жизни Аристиду были поставлены памятники в некоторых других городах Малой Азии, а также Греции и Египта. Одна из статуй, представляющих ритора в сидячем положении, была обнаружена в XVI веке, и находится в настоящее время в музее Ватикана.
Кратко о жизни и творчестве Элия Аристида рассказывает Филострат Старший в «Жизнеописаниях софистов» (II, 9: [Аристид]). Его основным источником при этом был ученик Элия Аристида ритор и софист Дамиан Эфесский. Имеется также статья в византийском словаре «Суда» (см. ст. Ἀριστείδης).

## Литературное наследие
В общем своде творений Элия Аристида сохранилось 55 речей, написанных в различных жанрах эпидейктического красноречия (теперь считается, что 8 из них не принадлежат ему). Среди них выделяются два небольших теоретических риторических руководства: «О риторике» (речь XLV) и «О четверых» (XLVI). Полное собрание сочинений Аристида издано Б. Кайлем (Aelius Aristides: Quae supersunt omnia. Vol. II. Berlin, 1898) и Ф. В. Ленцем — Ч. Э. Бэром (P. Aelii Aristidis Opera quae extant omnia. Vol. I. Leiden, 1976).
Из произведений Аристида наиболее важны «Панафинейская речь (Похвала Афинам; Παναθηναϊκὸς λόγος)», «Похвала Риму (Ῥώμης ἐγκώμιον)», «Хвалебная речь храму в Кизике в Троаде (Πανηγυρικὸς ἐν Κυζίκῳ)», «Смирнская речь (Σμυρναϊκὸς λόγος)» — хвала отстроенной заново после землетрясения Смирне, и автобиографическое сочинение под названием «Священные речи (Ἱεροὶ λόγοι)» (6 автобиографических речей, связанных с долгой болезнью Аристида и его излечением с помощью бога Асклепия). Аристид является также автором 7 сохранившихся речей о богах (Зевсе, Афине, Посейдоне, Дионисе, Геракле, Асклепии и Сераписе). Писал Аристид также и письма (почти не сохранившиеся).
Помимо литературных достоинств многие произведения Аристида являются ценными историческими источниками эпохи эллинизма. Особенно это относится к Смирне.
Аристид был одним из ярких представителей аттикизма — литературного направления в позднеантичной литературе, ориентированного на возврат к стилистическим нормам классической эпохи. В соответствии с этим в собственных сочинениях он брал за образец великих аттических предшественников, особенное Исократа. При этом, язык Аристида изыскан, синтаксис причудлив, поэтому он представляет собой одного из самых трудных для чтения ораторов. Также речи Аристида отличаются обилием и глубиной мыслей.
Прекрасный аттический язык Аристида неотличим от языка писателей V—IV веков. Однако есть речи, где заинтересованность в предмете заставляет его применять с блеском и риторический аппарат асианизма. Таковы «Элевсинская речь» (XIX) и «монодия» на разрушение Смирны (XX). Аристид был последовательным противником литературной импровизации.
Мастерское владение языком классического красноречия дало основания уже современникам приравнять Аристида к классикам. Так уже Филострат Старший в «Жизнеописаниях софистов» (II, 9) говорил, что «Аристид — самый искусный из софистов, разносторонний и глубокий по своим темам». Софисты IV века пытались ему подражать. Византийские риторы ставили его рядом с Демосфеном и Исократом. А «Похвала Афинам» надолго стала пособием по классической греческой истории, вплоть до времени византийских школ. 